# Astaena foveicollis
Astaena foveicollis är en skalbaggsart som beskrevs av Kirsch 1885. Astaena foveicollis ingår i släktet Astaena och familjen Melolonthidae. Inga underarter finns listade.